# At Last
At Last是美國洛杉磯一隊小眾樂隊，由華人Justin Fong、韓裔人Hans Cho和Michael H. Lee、組成，主打嘻哈音樂，演唱時沒有伴奏樂器，節拍和配樂全由聲藝配合，其樂風深受Stevie Wonder、Al Green、The Temptations 、Boyz II Men及Alicia Keys的影響。
在成立At Last之前，Hans原為雅虎僱員，他與Michael原先在校園演出，隨後到洛杉磯尋找發展機會，認識Justin，組成At Last樂隊，並從德州找來黑人DJ Say加盟，但DJ在2007年已退出。
At Last的演出受到溫明娜及其丈夫Eric Zee賞識，簽約成為他們的經理人，安排樂隊在Justin Timberlake、Destiny's Child及Boyz II Men的演唱會上演出。直至2006年，At Last參加美國NBC電視台節目America's Got Talent，其具有強烈節拍感的唱腔受到評判讚賞，開始為大眾認識。

《Slow it Down》唱片大量運用無伴奏合唱的嘻哈，成為At Last的典型唱腔

在參與比賽前，該樂隊已完成首張大碟《Slow It Down》，唱片運用一種稱為Hip-hopapella，即hip hop及a cappella二字組合，指 無伴奏合唱的嘻哈。At Last指他們正在練習《Killing Me Softly》一曲，Michael突然以口技打上節拍，效果出奇地好，這亦成為日後At Last的典型唱腔。

## 唱片
- Driven (EP) – 2002
- A Holiday Gift (CD Single) – 2002
- The Arrival (CD Single) – 2003
- Slow It Down - 2006

## 連結
- 官方網頁
- MySpace頁（页面存档备份，存于）
- At Last的網上廣播（页面存档备份，存于）（Youtube）
- America's Got Talent上的演出（页面存档备份，存于）